# Aixa Salvador García
Aixa Salvador García (Castellón, 12 de octubre de 2001) es una futbolista española que juega como delantera en el Villarreal.
Salvador comenzó su carrera en el Villarreal B. Sólo tenía 13 años cuando empezó a jugar en el Villarreal B y ascendió al equipo sénior del Villarreal a los 14 años. Durante un año jugó en el Real Betis.
En la temporada 2018-2019 ascendió a Reto Iberdrola con el Villarreal CF. En 2019 fue nombrada mejor deportista promesas en el Trofeo Víctor Cabedo.